# Кристали льоду

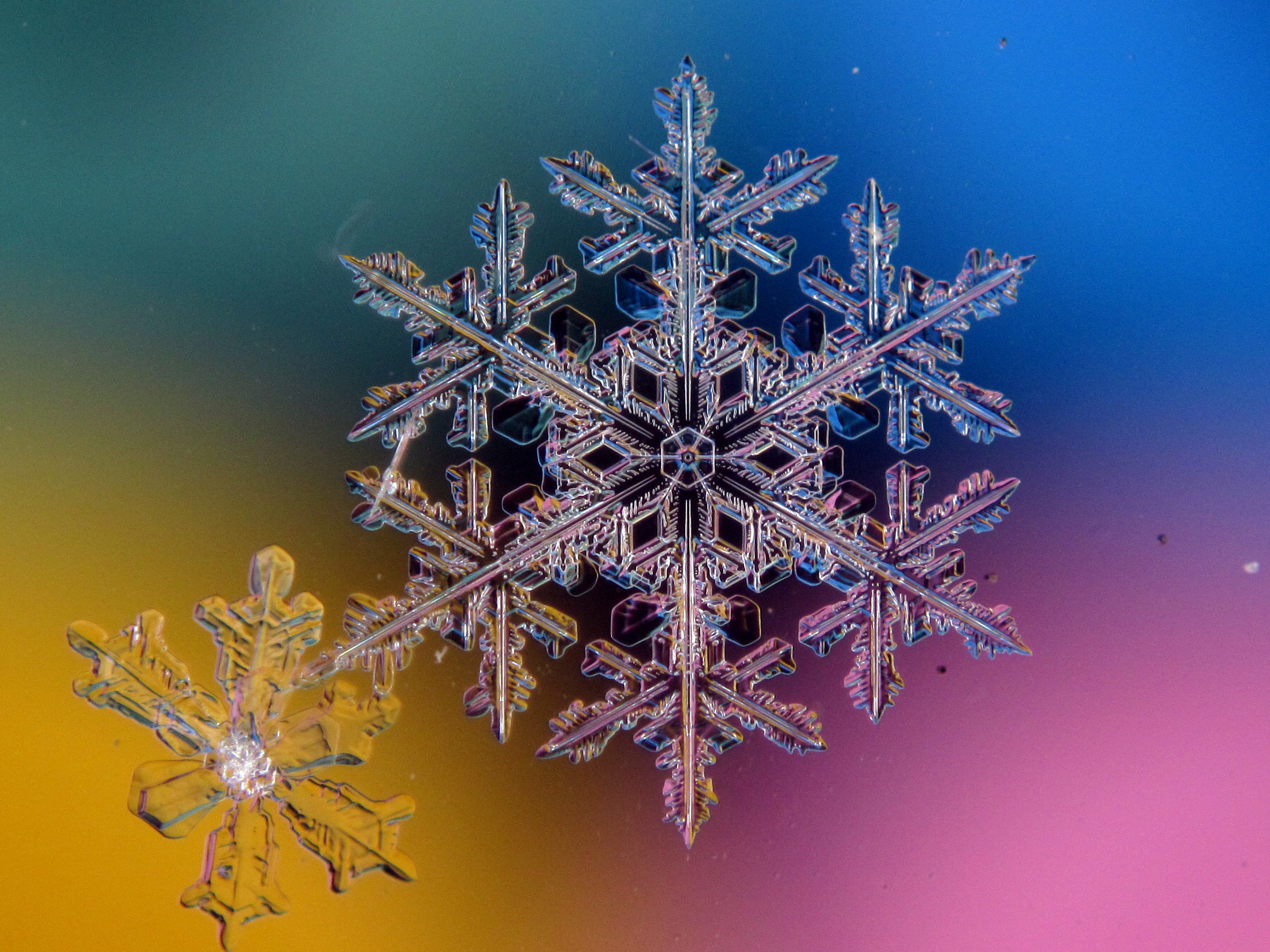
Дифракція кольорового фону, сніжинка в процесі кристалізації.

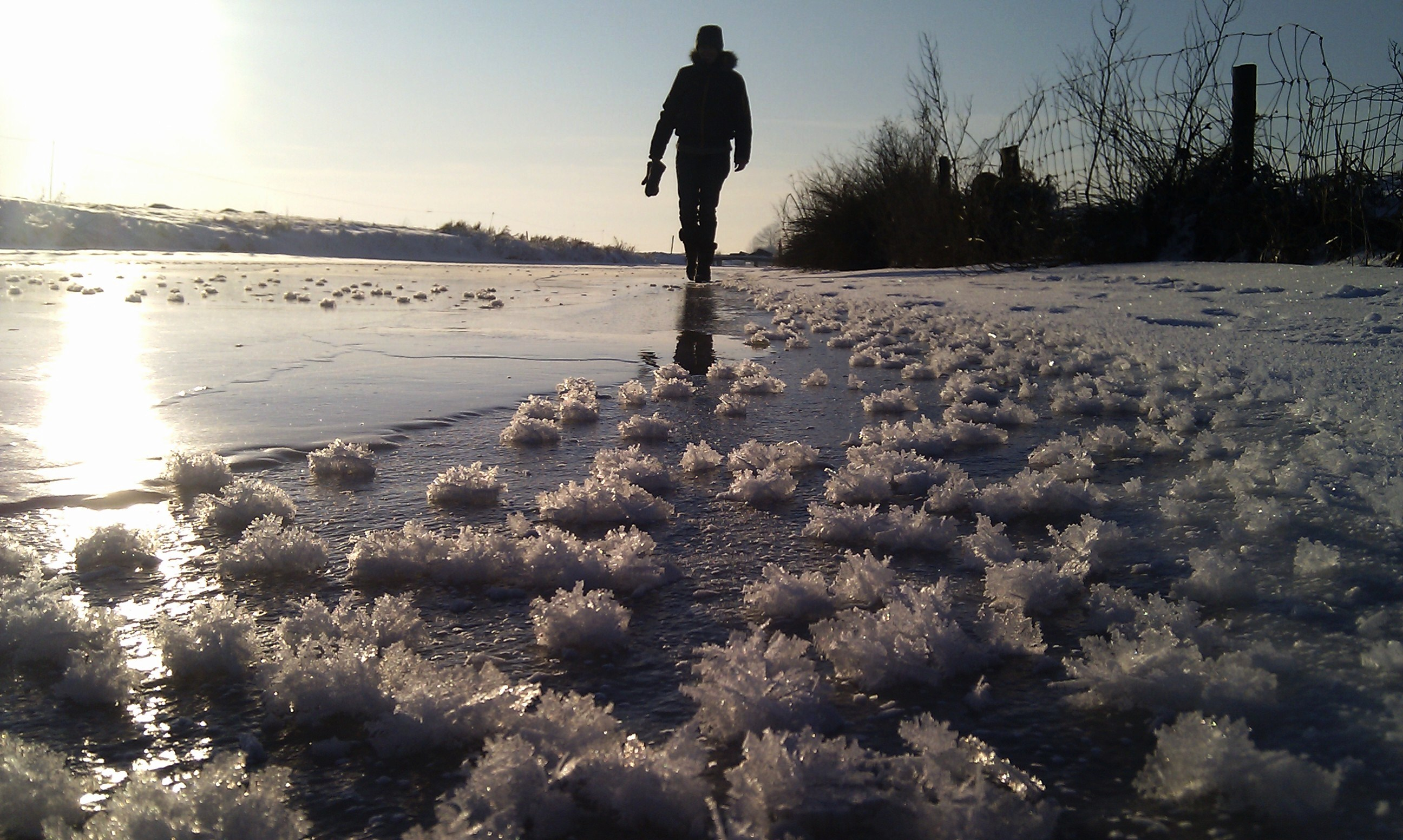
Крижані кристали на замерзлому ставку

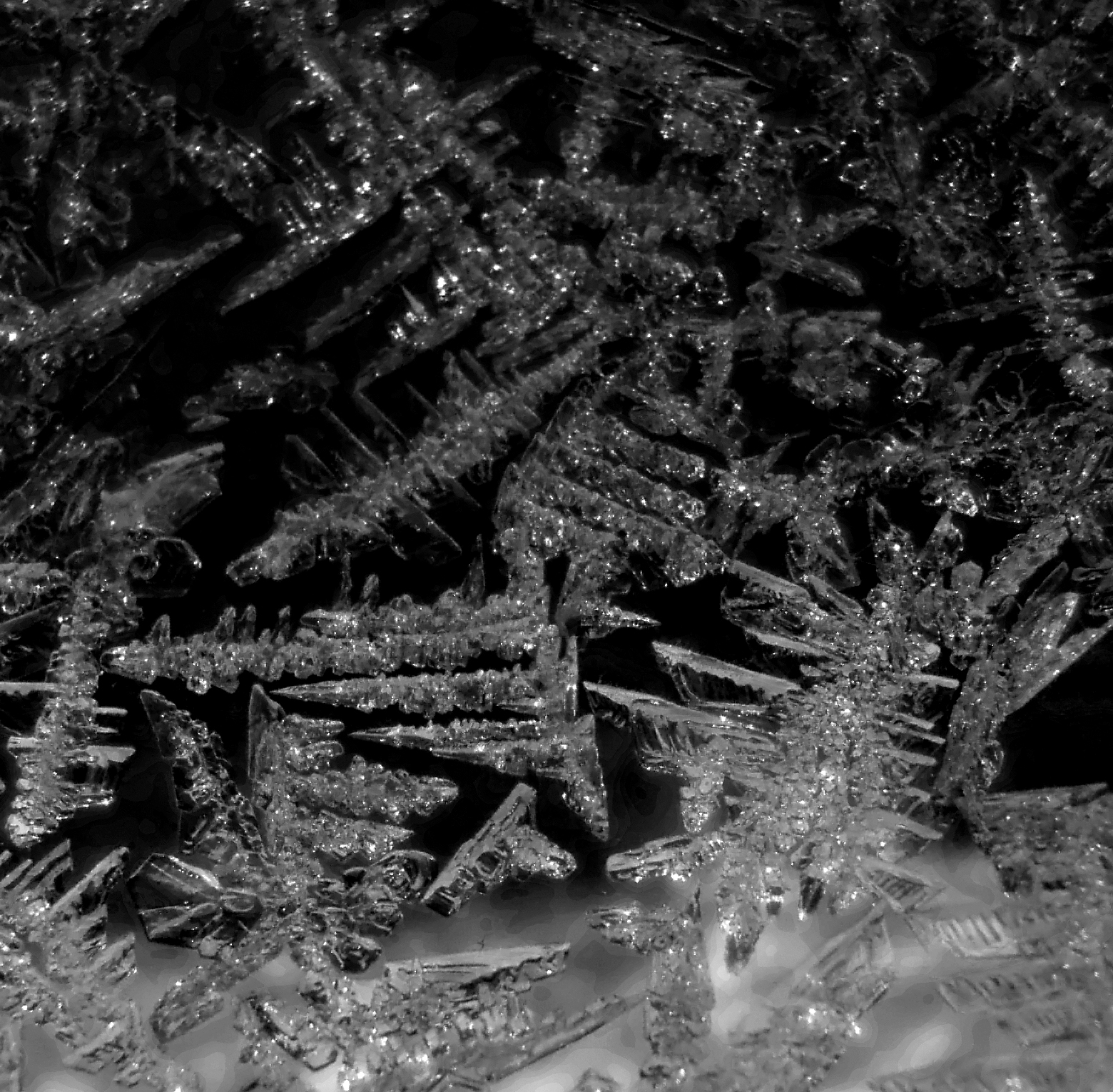
Крижані кристали

Кристали льоду — це твердий лід, з атомним упорядкуванням на різних ділянках довжини, включаючи гексагональну сингонію, гексагональні пластини, дендритні кристали та крижаний туман (в коді METAR він зазначений як IC). При стандартному атмосферному тиску та при температурі близько 0 ° C кришталь льоду зазвичай приймає форму листів або площин атомів кисню, з’єднаних у ряд відкритих шестикутних кілець. Вісь, паралельна гексагональним кільцям, називається віссю С (англ. c-axis) і збігається з оптичною віссю (англ. Optical axis) кристалічної структури.

## Формування
Діедральна форма зумовлена молекулярною структурою льоду, процес утворення якої формується шляхом осіданням водяної пари на крижаний кристал. Залежно від температури навколишнього середовища, вологості та географічного положення кристалів що знаходяться в процесі утворення сніжинки, крижані кристали можуть рости від початкової шестикутної призми до інших численних симетричних форм. Можливі форми для кристалів льоду — це стовпчики, голки, пластини та дендрити. Якщо кристал мігрує в регіони планети з різними умовами навколишнього середовища, схема утворення може змінюватися, і кінцевий кристал буде мати змішані структури.

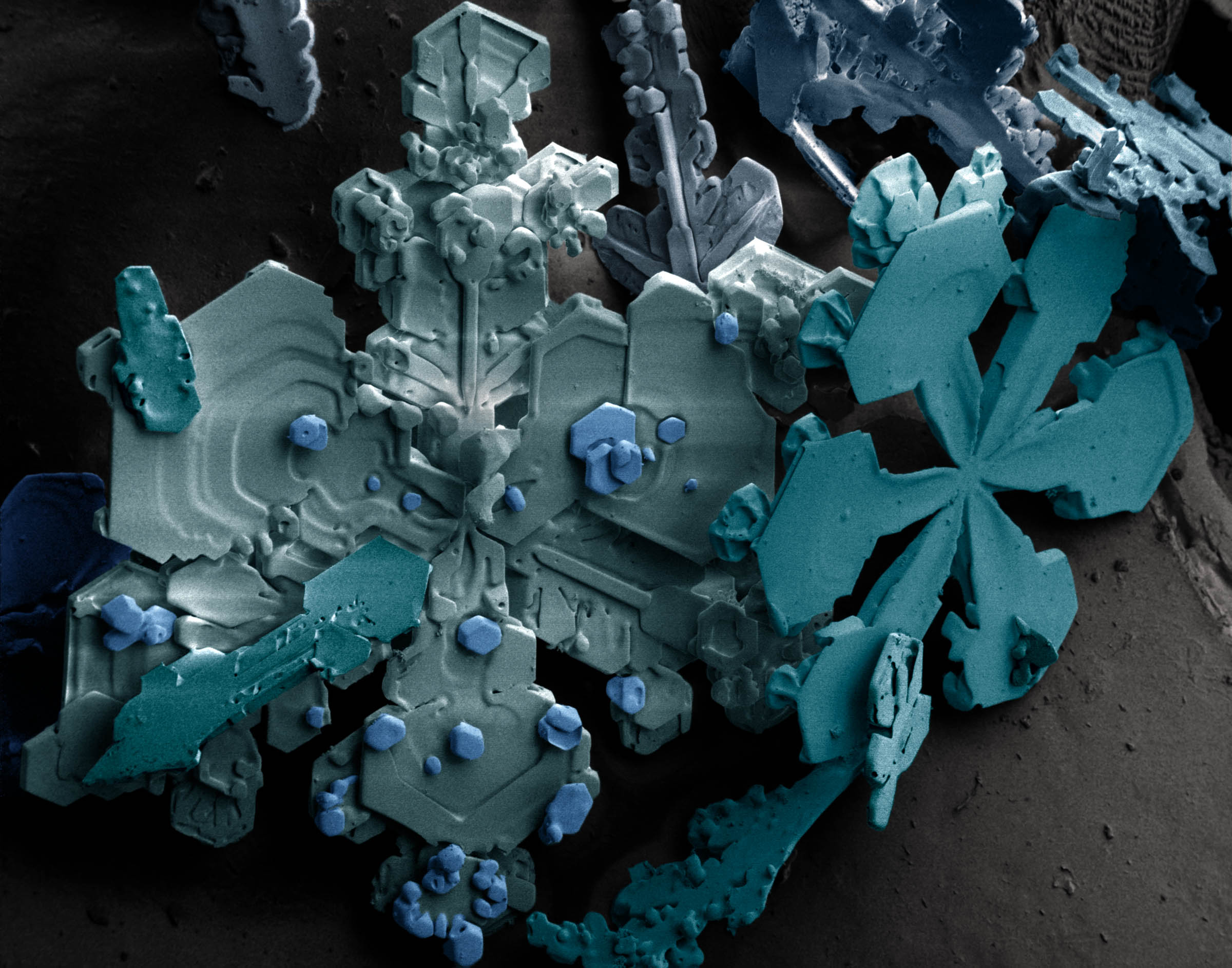
Дендритні кристали льоду сфотографовані за допомогою сканувального електронного мікроскопа. Кольори згенеровані комп'ютером.

Кристали льоду, як правило, осідають, якщо їх основна вісь розташована уздовж горизонталі. Цей процес відображається з допомогою метеорологічного радара із підвищеними (позитивними) значеннями диференціальної відбивної здатності (поляриметричний погодний радіолокаційний підпис, англ. POLDIRAD). У наелектризованих кристалах льоду під час грози спостерігається переорієнтація осей, в результаті якої їх положення стає відмінним від горизонтальних. Наелектризовані кристали льоду добре виявляються метеорологічними радарами.
Температура і вологість також впливають на утворення різноманітних кристалічних форм. Завдяки кристалам льоду в атмосфері спостерігаються оптичні явища, наприклад таке як гало.
Крижані хмари складаються з кристалів льоду, найпомітнішими з яких є перисті хмари, перисто-шаруваті і крижаний туман. Невелике «відбілювання» чистого блакитного неба, спричинене наявністю кристалів льоду високо в тропосфері, може бути ознакою того, що наближається погодний фронт (дощу або снігових опадів), оскільки вологе повітря переноситься на вищій рівень атмосфери і замерзає до кристалів льоду.
Крижані гранули — це різновид перетворення крижаних кристалів в процесі формування опадів, що складається з невеликих напівпрозорих кульок льоду. Гранули льоду менші за град, який утворюються при грозі за теплих погодних умов, а не взимку, і відрізняються від крупи («м’який град»), який утворений з морозної білої паморозі, та від суміші дощу та снігу, яка є рідкою або напівтвердою речовиною. Гранули льоду часто підстрибують, потрапляючи на землю або інші тверді предмети, із характерним «цокаючим» звуком при ударі по таких предметах, як куртки, лобове скло і сухе листя, порівняно із тихими бризками крапель дощу. Ці кульки, як правило, не замерзають у тверду масу, якщо вони не змішуються з морозним дощем.  

## Геометрія

V-подібне розташування атомів в молекулі води, складається з одного атома кисню (червоного) та двох атомів водню (сірого).

При температурі навколишнього середовища і атмосферному тиску молекули води мають V-подібну форму. Два атома водню зв'язуються з атомом кисню під кутом близьким до 105°. Молекула води складається з одного атома кисню та двох атомів водню. Ця конфігурація обумовлена позитивно зарядженими атомами водню і негативни зарядженим атомом кисню. 
Звичайні кристали льоду симетричні відносно осі і мають гексагональну сингонію в своїй будові.

### Квадратні кристали
Квадратні кристали льоду утворюються при кімнатній температурі при стисненні між двома шарами графену. Матеріал являє собою нову кристалічну фазу льоду, що приєднується до 17 інших. Дослідження, отримане з попереднього відкриття, що водяна пара і рідка вода можуть проходити через шаруваті листи оксиду графену, на відміну від менших молекул, таких як гелій. Вважається, що цей ефект визначається силою Ван-дер-Ваальса, яка може сягати більше 10 000 атмосфер. 

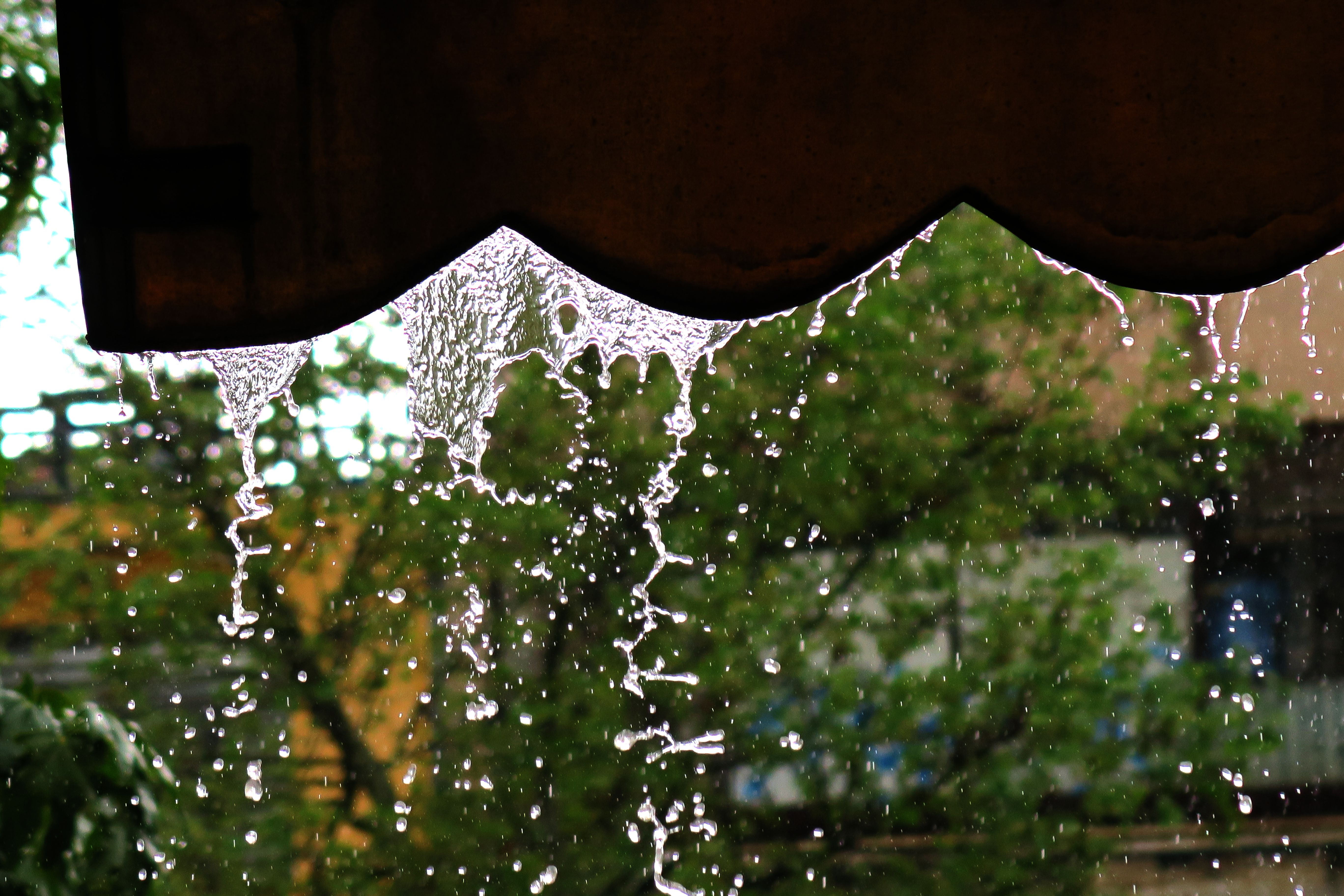
Дощовий потік води з навісу. Серед сил, що керують формуванням крапель: сила Ван дер Ваальса, поверхневий натяг, когезія, нестабільність Плато – Релея.